# Danh sách từ Hán-Việt gốc Nhật
Từ Hán Việt gốc Nhật là từ vựng sử dụng trong tiếng Việt có nguồn gốc từ những từ ngoại lai gốc tiếng Nhật, phiên âm Hán Việt dựa theo Kanji.
Từ Hán Việt gốc Nhật gồm hai nhóm từ chủ yếu:
- Nhóm từ thứ nhất do người Nhật sử dụng yếu tố Hán để tạo ra từ tiếng Nhật[1]
- Nhóm từ thứ hai gồm các từ người Nhật vay mượn từ nguồn thư tịch cổ của Trung Quốc rồi gán cho nó một ý nghĩa mới. Trong tiếng Trung cũng như trong tiếng Việt, đôi khi khó nhận ra cái nghĩa mới này.[1]

Ví dụ, từ cách mạng (革命) được lấy từ một câu trong Kinh Dịch: 
Thiên địa cách nhi tứ thời thành, Thang Vũ cách mạng, thuận hồ thiên nhi ứng hồ nhân
(Trời đất đổi thay mà thành bốn mùa, Thang Vũ đổi thay mệnh thuận theo trời mà ứng theo người).
nhưng người Nhật dùng từ cách mạng (tiếng Nhật đọc 革命 là かくめい - kakumei) để dịch ý từ tiếng Anh revolution, với nghĩa là một cuộc đổi thay lớn, trọng đại trong công cuộc cải tạo xã hội và thiên nhiên, một cuộc nhảy vọt từ chất cũ sang chất mới, chứ không phải đổi thay thông thường, như mùa này thay mùa kia.
Đa số những từ này là từ được sử dụng vào thời hiện đại được dịch trực tiếp hay dịch nghĩa từ những từ có nguồn gốc phương Tây sau cuộc cải cách Minh Trị.

## Danh sách
Sau đây là danh sách từ Hán Việt gốc Nhật:
| - biên chế - biểu quyết - bình giá - bối cảnh - bồi thẩm viên - cách mạng - cán bộ - cán sự - cảnh sát - cao trào - cao xạ pháo - câu lạc bộ - chi bộ - chỉ đạo - chỉ thị - chiến tuyến - chính đảng - chính sách - chủ nghĩa - công dân - công nhận - công tố - cộng hòa - cộng sản chủ nghĩa - cơ quan - cơ đốc - cơ đốc giáo - cương lĩnh - dân chủ - đại bản doanh - đại biểu - đại cục - đàm phán - đặc quyền - đặc vụ - đăng ký - đề kháng - độc chiếm - độc tài - đồng tình - động cơ - động viên - đơn vị - giai cấp - giải phóng - giám định - giao thông - hàng không mẫu hạm - hiến binh - hiến pháp - hiệp định - hiệp hội - hiệu quả - hội đàm - kế hoạch - kháng nghị - kĩ sư - kiên trì - kinh tế - lãnh thổ - lao động - lập hiến - lập trường - lý tưởng - mục đích - mục tiêu | Lĩnh vực xã hội, chính trị, quân sự (tiếp theo) - nguyên soái - nguyên tắc - nghị quyết - nghị viện - nghĩa vụ - nhân quyền - nhân văn chủ nghĩa - nội các - phán quyết - phản bội - phản động - pháp luật - phần tử - phục vụ - phương châm - quan điểm - quan hệ - quân nhu - qui phạm - quốc giáo - quốc lập - quốc tế - quốc thể - quyền hạn - quyền uy - sĩ quan - tập đoàn - tập kết - tập trung - thành viên - thẩm phán - thẩm vấn - thế kỉ - thi công - thi hành - thị trưởng - thiếu tướng - thiếu úy - thống kê - thời sự - thủ tiêu - thủ tục - thừa nhận - thực nghiệp - thực quyền - tiền tuyến - tiến triển - tình báo - tổ chức - tôn giáo - tổng động viên - tổng lãnh sự - trọng điểm - trọng tài - trung tướng - tùy viên - tư bản - tự do - tuyên chiến - tuyên truyền - tuyển cử - tư pháp - xã giao - xã hội - xã hội chủ nghĩa - xâm lược - xâm phạm - xuất phát điểm - vô sản | - bảo hiểm - bất động sản - cố định - công nghiệp - công trái - dự toán - đầu cơ - đầu tư - điện báo - điện thoại - điện tử - động sản - kim ngạch - ngân hàng - nhập khẩu - nhập siêu - phân phối - quảng cáo - quốc khố - tài phiệt - thanh toán - thị trường - thủ công nghiệp - thương nghiệp - tiêu phí - tín dụng - tối huệ quốc - xuất khẩu - xuất siêu | - ám thị - ấn tượng - bản chất - bi quan - biện chứng pháp - biểu tượng - cảm tính - chất lượng - chủ động - chủ quan - chủ thể - cơ chất - cụ thể - dị vật - diễn dịch - định nghĩa - đơn thuần - giả định - gián tiếp - giản đơn - giao tế - hiện thực - hiện tượng - hình nhi thượng - hoàn cảnh - hư vô chủ nghĩa - khách quan - khách thể - khái niệm - khái quát - khẳng định - khí chất - không gian - ký hiệu - kinh nghiệm - lý luận - lý tính - lý trí - luận chiến - mệnh đề - năng động - năng lực - nội dung - nội tại - ngẫu nhiên - ngoại tại - nguyên động lực - nguyên lý - nguyên tố - phạm trù - pháp tắc - phân giải - phân tích - phủ định - phủ nhận - phương thức - quá độ - quan niệm - quy nạp - tất nhiên - tất yếu - thẩm mỹ - thế giới quan - thoái hóa - thời gian - tích cực - tiền đề - tiến hóa - tiến hóa luận - tiêu cực - tín hiệu - tinh thần - tính năng - tổng hợp - tuyệt đối - tư tưởng - tự hào - tương đối - tưởng tượng - triết học - trực giác - trực quan - trực tiếp - trừu tượng - vật chất - xí nghiệp - ý thức - yếu tố | - âm cực - bác sĩ - bạch kim - bán kính - bão hòa - bức xạ - chân không - chỉ số - cơ giới - di truyền - diễn tập - dinh dưỡng - dương cực - địa chất - địa chất học - động lực học - động mạch - đức dục - giả định - giải phẫu - giáo dục học - giáo khoa thư - hệ thống - hóa học - hóa thạch - học hội - học vị - huyết sắc tố - khoa học - khoa mục - khóa trình - khuếch tán - kích thích - kim cương - kiến tập - loại hình - luân lý học - luận lý học - lũy tiến - lực học - lượng tử - mẫn cảm - nghiệp vụ - nguyên tử - ngữ nguyên học - nhân cách - ôn độ - phản ứng - phản xạ - phát minh - phóng xạ - phương án - phương trình - quan trắc - quang tuyến - sinh lý học - tâm lý học - tế bào - thám hiểm - thành phần - thăng hoa - thần kinh - thần kinh giao cảm - thể dục - thể thao - thôi miên - thường thức - tỉ trọng - tiêu bản - tiêu hóa - tĩnh mạch - tổ hợp - tốc độ - truyền nhiễm - trường hợp - vận động - vật lý - vệ sinh - xã hội học - y học - ý nghĩa | - bi kịch - ca kịch - cải biên - chế bản - chủ bút - diễn tấu - diễn thuyết - diễn xuất - đạo cụ - đăng tải - đồ án - giao hưởng - hội thoại - ký giả - ký lục - kị sĩ - kịch trường - kiến trúc - mạn đàm - mĩ cảm - mĩ hóa - mĩ thuật - nghệ thuật - nguyên tác - quảng trường - sáng tác - tác giả - tác phẩm - tạp chí - tân văn - tham quan - tọa đàm - tốc ký - triển lãm - tư liệu - văn hóa - văn học - văn minh - vũ đài - xuất bản |